# Ferrys (equipo ciclista)
El equipo Ferrys fue un equipo ciclista español que compitió entre 1960 y 1969.Tuvo grandes éxitos con el equipo amateur y también compitió como equipo profesional

## Corredor mejor clasificado en las Grandes Vueltas
| Año  | Giro de Italia         | Tour de Francia          | Vuelta a España               |
| ---- | ---------------------- | ------------------------ | ----------------------------- |
| 1960 | -                      | -                        | 13.º René Marigil             |
| 1961 | 3.º Antonio Suárez     | -                        | 3.º José Pérez Francés        |
| 1962 | 6.º José Pérez Francés | -                        | 2.º José Pérez Francés        |
| 1963 | -                      | 3.º José Pérez Francés   | 13.º Fernando Manzaneque      |
| 1964 | -                      | 12.º Fernando Manzaneque | 2.º Luis Otaño                |
| 1965 | -                      | 6.º José Pérez Francés   | 4.º Fernando Manzaneque       |
| 1966 | -                      | -                        | 9.º Angelino Soler            |
| 1967 | -                      | -                        | 12.º José Antonio Pontón Ruiz |
| 1968 | -                      | -                        | 15.º Ventura Díaz Arrey       |

## Principales resultados
- Volta a Cataluña: Miguel Poblet (1960)[1]
- Vuelta a Levante: José Pérez Francés (1965), Angelino Soler (1966)
- Klasika Primavera: Julio San Emeterio (1961), José Pérez Francés (1965)
- Subida al Naranco: Antonio Karmany (1963)
- Gran Premio del Midi Libre: Fernando Manzaneque (1963)
- Semana Catalana: José Pérez Francés (1963, 1964)
- Clásica de Ordizia: José Pérez Francés (1964)
- Vuelta a los Valles Mineros: Ramón Sáez (1968)

### A las grandes vueltas
- Vuelta a España
  - 9 participaciones (1960, 1961, 1962, 1963, 1964, 1965, 1966, 1967, 1968)
  - 12 victorias de etapa:
    - 2 el 1960: Nino Assirelli, Vicent Iturat
    - 1 el 1961: José Pérez Francés
    - 1 el 1963: José Pérez Francés
    - 1 el 1964: Luis Otaño
    - 2 el 1965: Fernando Manzaneque, Esteban Martín
    - 3 el 1967: Ramón Sáez (2), Ángel Ibáñez
    - 2 el 1968: Ramón Sáez, Eduard Castelló

  - 0 clasificación final:
  - 1 clasificaciones secundarias:
    - Clasificación por puntos: José Pérez Francés (1964)

- Tour de Francia
  - 3 participaciones (1963, 1964 1965)
  - 2 victorias de etapa:
    - 1 el 1963: Fernando Manzaneque
    - 1 el 1965: José Pérez Francés

  - 0 clasificaciones secundarias:

- Giro de Italia
  - 2 participaciones (1961, 1962)
  - 0 victorias de etapa:
  - 0 clasificaciones secundarias: